# 그리고레 스커를러토이우
그리고레 스커를러토이우(루마니아어: Grigore Scărlătoiu)는 그레그 스칼라튜(영어: Greg Scarlatoiu)라는 영어 애칭으로 잘 알려진 루마니아의 인권운동가이다. 2011년 이래로 북한인권위원회(HRNK)의 사무총장직을 역임하고 있다. 자유 아시아 방송에서 칼럼을 연재하고 있다.
스커를러토이우는 모어인 루마니아어를 비롯해 한국어, 프랑스어를 유창하게 구사하는 것으로 알려져 있다. 한국외국어대학교에서 2014년 10월 북한의 인권 실태를 주제로 강연을 하기도 했다.